# Andritz Sundwig

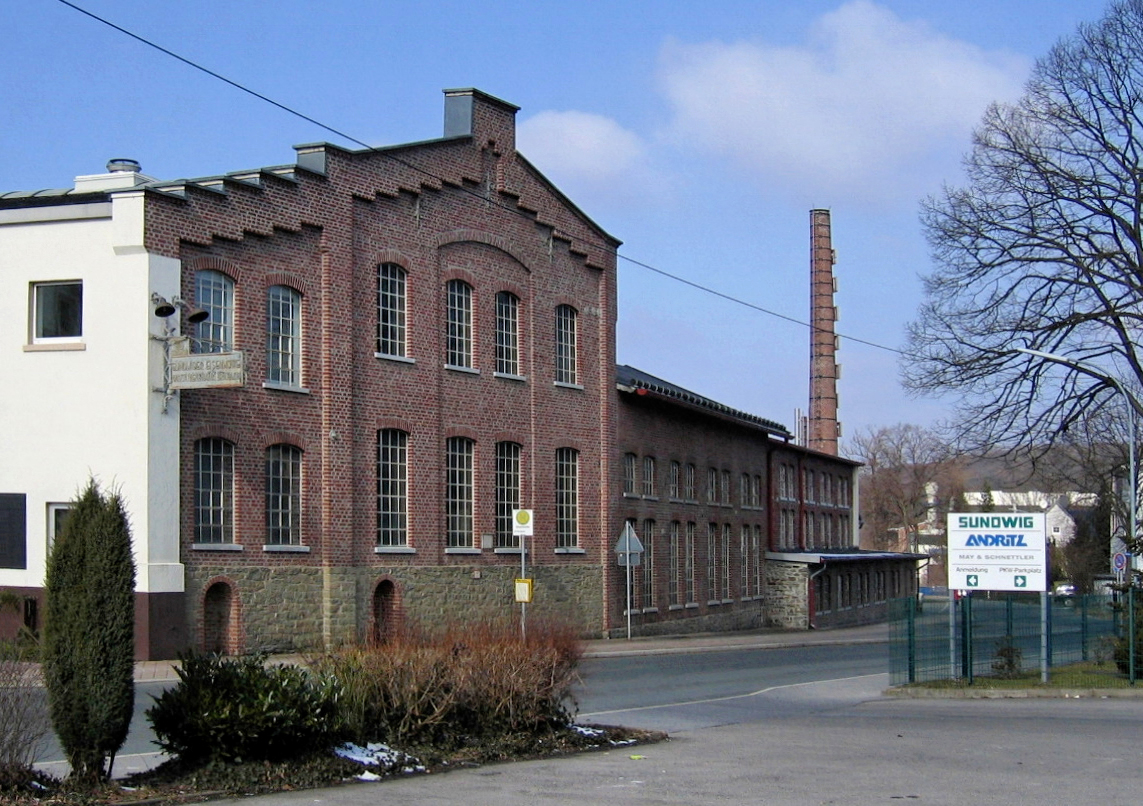
Fabrikgebäude

Die Andritz Sundwig GmbH (früher: Sundwiger Eisenhütte) ist ein deutsches Anlagenbau-Unternehmen mit Sitz in Hemer, Deutschland.
Die Mehrheit von Andritz Sundwig gehört seit Januar 1998 zu dem österreichischen Anlagenbaukonzern Andritz AG. Hier gehört Andritz Sundwig zu dem Geschäftsbereich Andritz Metals (früher „Walz- und Bandbehandlungsanlagen“). Das Unternehmen stellt, gemeinsam mit anderen Unternehmen der Andritz-Gruppe, insbesondere Gesamtanlagen und Komponenten für das Warm- und Kaltwalzen, Beizen und Glühen von Edelstahl, beschichtetem Band und Nichteisenmetallen her. Hauptmärkte sind Zentraleuropa, China, Russland und Indien.
Andritz Sundwig beschäftigt an ihrem Standort in Sundwig mehr als 400 Mitarbeiter. Zusätzlich existiert ein zweiter Standort in Lahr im Schwarzwald.

## Geschichte des Unternehmens

### Die Anfänge
Das Stammwerk von Andritz Sundwig liegt auf dem Gelände einer der ältesten Eisenschmelzen im märkischen Sauerland. Als sich im Laufe der Jahrhunderte der Raum Iserlohn/Altena/Lüdenscheid zu einem der ersten Industriegebiete entwickelte, war die Sundwiger Eisenhütte um 1800 und noch lange danach das einzige Hüttenwerk im märkischen Revier und auch das einzige Unternehmen, in dem Eisenproduktion, -verarbeitung und zum Teil auch -verkauf in einer Hand lagen.

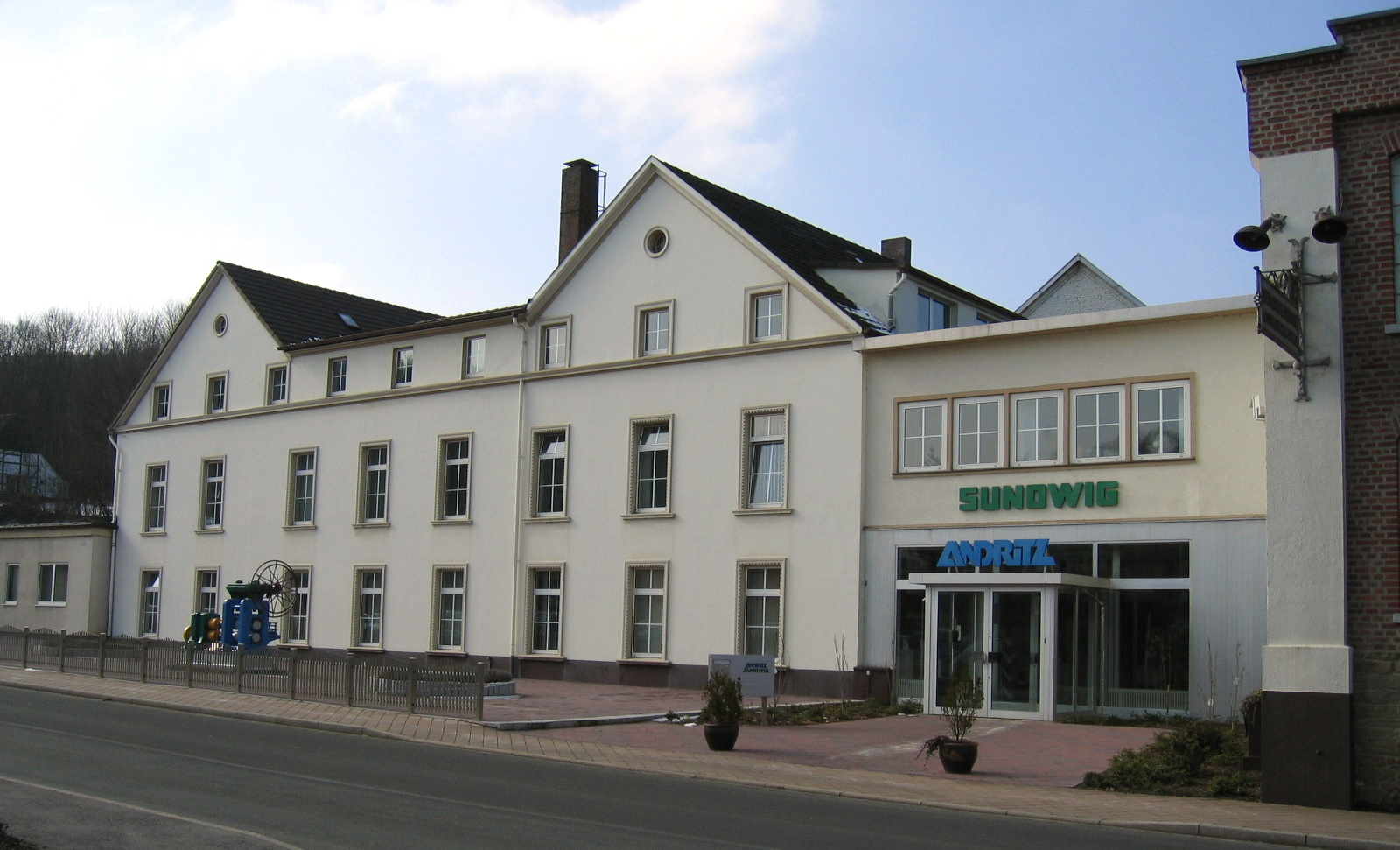
Fabrikgebäude

Der Iserlohner Fabrikant Johann Bernhard von der Becke (1655–1730) gründete das Unternehmen Ende des 17. Jahrhunderts. Die Lokalgeschichte erwähnt, dass er 1690 als erster die Herstellung eiserner Schnallen und Spangen in Iserlohn einführte. Als er aber dazu überging, ein Privileg der Stadt Nürnberg zu brechen und Fingerhüte und Nähringe herzustellen, geriet er in Konflikt mit der Obrigkeit. Der Iserlohner Rat zwang ihn 1696, die Produktion einzustellen. Johann Bernhard von der Becke erwarb daraufhin außerhalb des Stadtgebietes Iserlohn in Sundwig ein Gut, auf dessen Gelände sich auch ein verfallenes Hammerwerk befand. 1698 begann von der Becke in einem neuen Hammerwerk mit Schmelzofen die Herstellung von Eisen und seine Verarbeitung zu Schnallen und Spangen. Gleichzeitig verfolgte er den Plan, das in Deutschland nicht privilegierte Verfahren der Produktion von Fingerhüten nach holländischem bzw. englischem Muster zu übernehmen. Das gelang schließlich 1712, nachdem sein Sohn Johann Dietrich von der Becke die Technik in den Niederlanden erkundet hatte. Im gleichen Jahr, nach dem letzten großen Stadtbrand von Iserlohn, siedelte Johann Bernhard von der Becke nach Sundwig über und vergrößerte dort seinen Besitz. Von diesem Augenblick an bis kurz nach dem Ersten Weltkrieg bleibt die industrielle Entwicklung Sundwigs mit dem Namen von der Becke verbunden.
Für die Geschichte der Eisenhütte war die Tatsache, dass die Gründerfamilie nach 1716 auch dazu überging, das damals von Cleve nach Iserlohn geholte Verfahren der Messinggießerei zu übernehmen bedeutend. Zu diesem Zweck errichtete Johann Dietrich von der Becke am Sundwiger Bach eine Messingschmelze, aus der sich im Laufe der Jahrzehnte das Sundwiger Messingwerk entwickelte.
Im Jahr 1736, als in Iserlohn unter Führung des Bürgermeisters Johann Caspar Lecke die Iserlohner Messing-Companie gegründet wurde, wurde erstmals das heimische Galmei an Ort und Stelle verhüttete und mit Kupfer zu Messing verschmolzen. An diesem Unternehmen beteiligte sich Johann Dietrich von der Becke zugleich im Namen seiner Söhne. Wie aus den Aufzeichnungen der Familie hervorgeht, wurde es in der Anlaufzeit aus den Erträgen der Eisenverarbeitung finanziert.
Aber auch auf dem Gebiet der Eisenhütte fiel in dieser Zeit eine wichtige Entscheidung. In Übereinstimmung mit den merkantilistischen Bestrebungen der preußischen Regierung, heimische Eisenerze wie beispielsweise die des Felsenmeeres im Lande zu verhütten, beteiligte sich Johann Dietrich von der Becke an der Gründung einer Gewerkschaft zur Ausbeutung des Felsenmeeres und zum Bau und Betreiben eines Hochofens. Dieser Hochofen wurde 1739 gebaut. Sein weiches, feinkörniges Eisen war sehr begehrt und bildete eine ausgezeichnete Grundlage für die von Johann Dietrich von der Becke nebenher weiterbetriebene Spangenfabrik und Fingerhutsmühle. Leiter der Eisenhütte würde damals Johann Heinrich von der Becke. Heinrich und sein Bruder Johann Adolph übernahmen 1758 die väterlichen Betriebe und führten sie, wie es in einer Jubiläumsschrift des Messingwerkes von 1948 heißt, in seltener Eintracht bis zu ihrem Tode.
Zu dieser Zeit waren alle Hammerwerke, ob sie nun Eisen oder Messing verarbeiteten, in vollem Betrieb. Jeder der Brüder arbeitete zwar unter eigenem Namen und beteiligte sich an anderen Unternehmungen, brachte aber die Erlöse in eine gemeinsame Kasse ein.
Mit ihrer Hilfe gelang es auch, die Ausfälle zu überbrücken, die sich im Verlaufe des Siebenjährigen Krieges (1756–1763) mit unterschiedlicher Wirkung in den einzelnen Produktionszweigen ergaben. Aus alten Geschäftsbüchern geht hervor, dass sich das Betriebsvermögen der eisenverarbeitenden Werke der von der Beckes zwischen 1782 und 1792 verdreifacht hat. Ab 1798 wurden dann Messingwerk und Eisenhütte praktisch getrennt voneinander geführt.

### 19. Jahrhundert

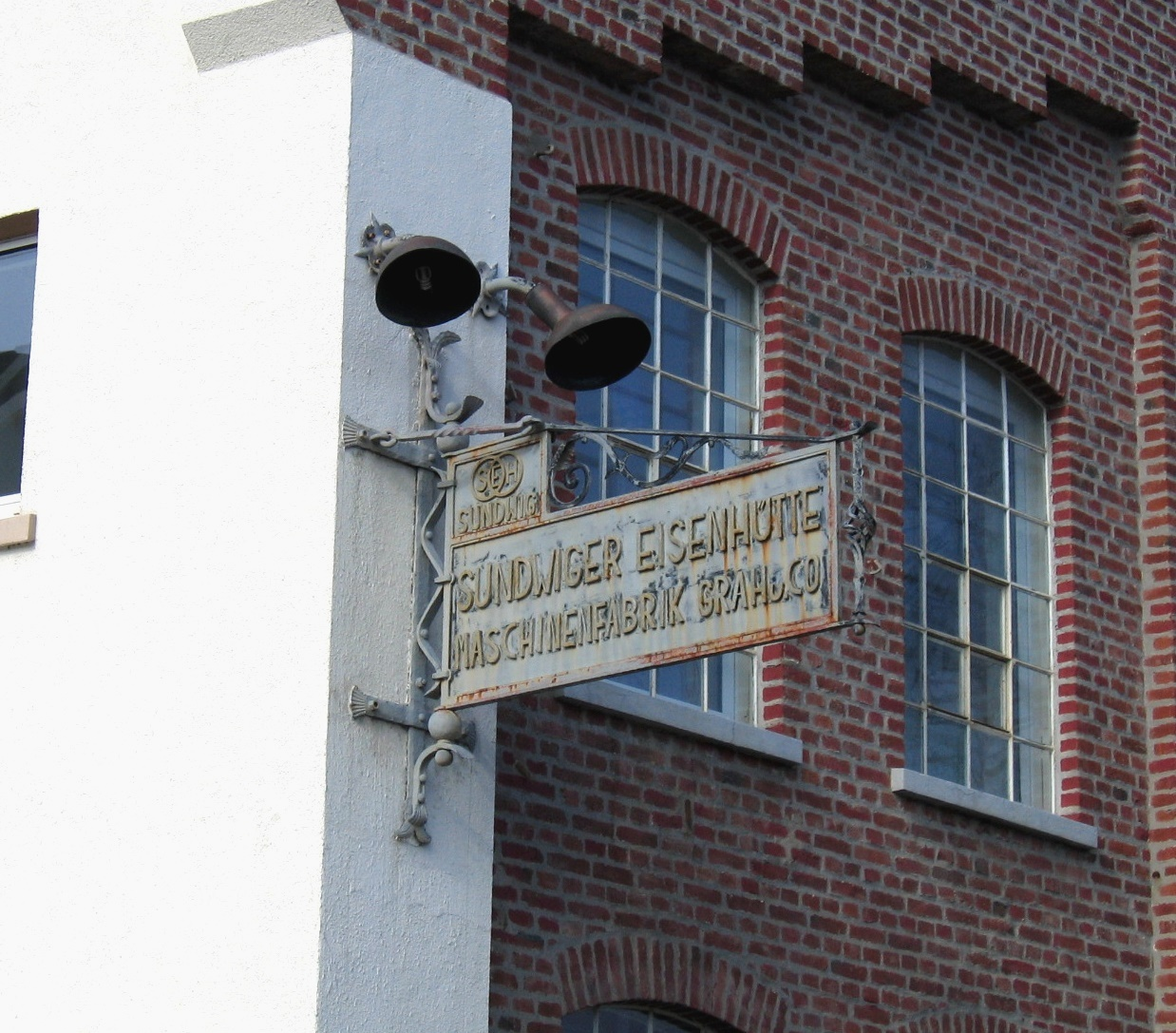
Fassadendetail

Von den napoleonischen Kriegen nur indirekt betroffen hatte die englische Industrie gewaltige Fortschritte gemacht und sich durch Nutzung der Dampfkraft bei ungestörter technischer Entwicklung einen erheblichen Vorsprung verschafft. Der Existenzkampf der Iserlohner Nadelindustrie gehört in dieses Kapitel. In Sundwig antwortete man auf die Herausforderung mit dem Bau eines neuen, holzkohlebefeuerten, 12 Meter hohen Hochofens, der – von den Zeitgenossen als »imposantes Prachtwerk« bestaunt – 1823 in Dienst gestellt wurde. In dem erweiterten Werk gelang im gleichen Jahr der erste Eisenformguss im westfälischen Wirtschaftsbereich. Als Sundwiger Gusserzeugnisse jener Zeit werden in alten Berichten Kochtöpfe, Kohlenkästen und die sogenannten Kannenöfen genannt. Das in Sundwig erzeugte Eisen aus Felsenmeer-Erzen hatte einen guten Ruf und wurde in den Hammerwerken zu begehrtem Stabeisen ausgeschmiedet.
Mit der Einführung des englischen Puddelverfahrens unter Einsatz von Steinkohle wurden holzkohlebefeuerte Hochöfen aller Art allmählich unwirtschaftlich. Im gewerblichen Adressbuch des Regierungsbezirks Arnsberg von Julius Bädeker, das 1858 erschien, wird unter »Eisen- und Stahlhütten« im Bereich des heutigen Märkischen Kreises nur noch die »Eisenhütten-Gewerkschaft zu Sundwig« mit einem Hochofen geführt. Unter »Betriebsanlagen und eigentümliche Erzeugnisse« heißt es: Eisengießerei aus Kupolofen. Im ganzen Regierungsbezirk Arnsberg, also einschließlich des Ruhrgebietes, gab es zu diesem Zeitpunkt 56 Hochöfen. Die Sundwig am nächsten liegenden standen in Wocklum, Haspe und Hörde.

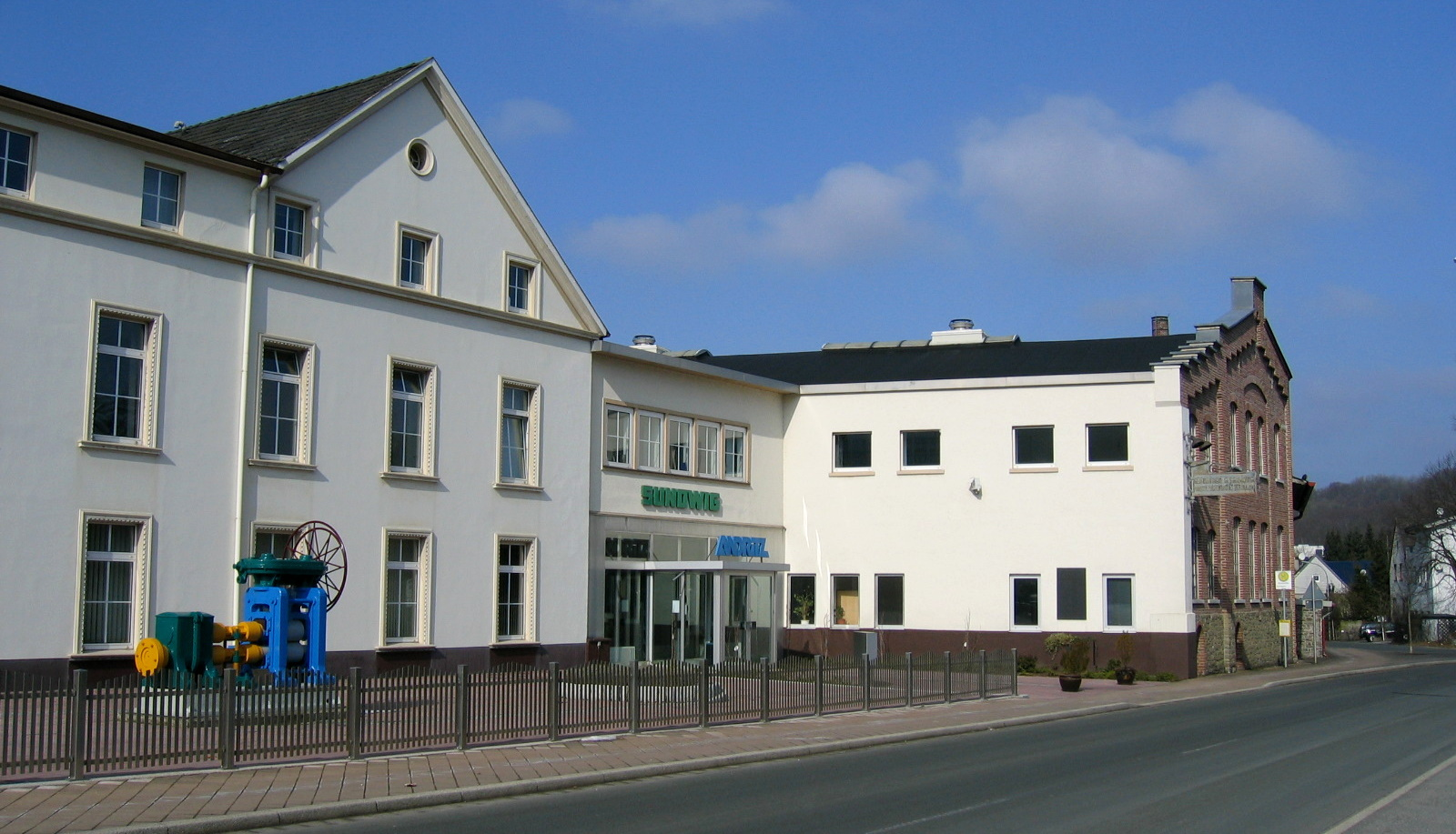
Fabrikgebäude

Von der Mitte des 19. Jahrhunderts an erhöhten sich die Schwierigkeiten der Eisenhütte. Zwar gelang 1859 die maschinelle Fabrikation von Drahtstiften, doch wurden diese Nägel als billige Massenartikel bald unrentabel. Die Überschüsse des florierenden Messingwerkes mussten (in Umkehrung der Verhältnisse von 1736) die Eisenhütte stützen. In dieser Situation rang sich Adolf von der Becke der Ältere zu einem werksgeschichtlichen entscheidenden Entschluss durch. Er übernahm 1864, als bei Stefan Witte in Iserlohn die erste Dampfmaschine im Iserlohner Raum in Betrieb genommen wurde, die Eisenhütte in alleinigen Besitz, legte nach einjähriger Aufarbeitung der Erzvorräte den Hochofen still und begann 1866 mit Bau und Einrichtung einer Gießerei und Maschinenwerkstätte. Schon ein Jahr später wurde die erste 30-PS-Dampfmaschine gebaut.
Außerdem wurden anfänglich auch Drahtziehmaschinen sowie Teile für Papiermaschinen, Mühlen und landwirtschaftliche Maschinen hergestellt, wenn auch nicht mit durchschlagendem Erfolg. Ausschlaggebend für die weitere Entwicklung der Firma aber war der Entschluss, sich der Produktion eines damals noch immer revolutionären Antriebsmittels, der Dampfmaschine, zu widmen. Die im Sauerland erzeugten Maschinen wurden exportiert, etwa nach Russland in den Moskauer Kreml und die Petersburger Oper.
An der von Krisen begleiteten wirtschaftlichen Aufwärtsentwicklung nach der Gründung des deutschen Reiches im Jahre 1871 nahm auch die Sundwiger Eisenhütte teil. Schon während des Deutsch-Französischen Krieges wurde die Produktion größerer Kolbendampfmaschinen aufgenommen, außerdem wurden Ziehbänke für Drahtziehereien sowie Einrichtungen für Drahtwebereien und Drahtstiftefabriken hergestellt. Auf der großen Industrie-Gewerbe-Ausstellung 1878 in Düsseldorf, am Beginn eines allgemeinen wirtschaftlichen Aufschwunges, zeigte das damals noch als Maschinenfabrik Adolf von der Becke firmierende Unternehmen eine Dampfmaschine mit immerhin 300 mm Zylinder-Durchmesser und 600 mm Hub sowie drei Drahtstiftmaschinen.
Mit dem Beginn der 1880er Jahre, vor allem nach der Erfindung des Universalwalzverfahrens 1848 in Hörde, trat das Kaltwalzen von Stahl und Eisen immer mehr an die Stelle des mühsamen Schmiedens.

### Anfang des 20. Jahrhunderts
Die Produktion stieg von 250 Tonnen Maschinen im Jahre 1878 auf 1250 Tonnen im Jahr 1902, im gleichen Zeitraum nahm die Zahl der Arbeitsplätze von 40 auf 165 zu. 1908, als die IHK Hagen ein Werkbuch über die Geschichte der Industrie im Raum Iserlohn herausgab, war die Jahresproduktion von Maschinen auf ein Gewicht von 1550 Tonnen gestiegen, die Anzahl der Arbeitskräfte auf 200. Zur Produktionspalette dieser Zeit gehörten neben Dampfmaschinen bis zu einer Leistung von 2000 PS und Wasserturbinen erstmals auch Walzwerksanlagen. Im Sundwiger Messingwerk lief bis ins Jahr 2003 noch ein voll produzierendes, von der Sundwiger Eisenhütte vor 1890 gebautes und geliefertes Warmwalzwerk. Das Unternehmen, das 1902 als Aktiengesellschaft auch offiziell den Namen Sundwiger Eisenhütte übernahm, erzeugte Anfang des 20. Jahrhunderts unter anderem Dampfmaschinen, Walzwerke und Wasserturbinen (Francisturbinen). Während die Bedeutung des Geschäfts mit Wasserturbinen abnimmt, wird das Geschäft mit Walzwerken ausgebaut.
Ein Prospekt von etwa 1912 bietet den Bau von Walzwerken für Metallplatten, -stangen und -bändern sowie die Einrichtung von Kaltwalzwerken für Stahlbänder und Bandeisen an. Kunden waren beispielsweise der Walzwerksbereich des AEG-Kabelwerk Oberspree in Berlin-Oberschöneweide, die Gewerkschaft Deutscher Kaiser in Dinslaken, die Vereinigten Deutschen Nickelwerke in Schwerte AG, Schied in Wien, die Kupferwerke Deutschland in Oberschöneweide und die Triester Metallwerke in Triest.
In der Abteilung Drahtzieherei, zu deren Kunden neben der deutschen Industrie, darunter speziell das Sundwiger Messingwerk, u. a. auch die Dürener Metallwerke, Felten & Guilleaume in Köln-Mülheim, die Rheinisch-Westfälische Sprengstoff AG in Köln und wieder die AEG in Oberschöneweide gehören, werden zu diesem Zeitpunkt Grobzüge, Mittelzüge, Feinzüge, Ziehbänke, Glühereien, Härterei-, Verzinkerei- und Verzinnerei-Bestandteile sowie Spezialzüge für Bänder und Facondraht angeboten.
1932 wird die Lizenz für das von Rohn in Hanau erwirkte Patent eines Vielwalzen-Kaltwalzwerkes erworben. Das Patent sah zusätzlich zu zwei relativ dünnen Arbeitswalzen dickere Zwischen- und Stützwalzen vor. 
Das ursprünglich lediglich für spezielle Zwecke der Heraeus-Vacuumschmelze entwickelte Rohn-Verfahren eröffnete eine Fülle technischer Einsatzmöglichkeiten. Auf dem Patent aufbauend und die eigenen Erfahrungen nutzend, unterstützte die Sundwiger Eisenhütte die Weiterentwicklung des neuen Walzprinzipes in Konstruktion und Herstellung. Das neue Prinzip fand auch im Warmwalzbereich bald Verbreitung, wo man so deutlich dünnere Bänder mit gleichmäßigerer Materialstärke über der Breite herstellen konnte.

### Seit 1945
Auf der Grundlage der Übernahme und Weiterentwicklung des Rohnschen Patentes begann bald nach 1945 der Wiederaufstieg des Unternehmens im Bereich Schwermaschinen für kontinuierliche Metall-Bandbehandlungsanlagen. Dabei kam Sundwig zunächst die Tatsache zustatten, dass das Werk wegen seiner Lage abseits der großen Industriezentren nur wenig unter Kriegseinwirkungen zu leiden gehabt hatte, und die Anlagen für die Produktion vergleichsweise schnell wieder zur Verfügung standen.
Bis Mitte der 60er Jahre produzierte die Firma hauptsächlich Warm- und Kaltwalzanlagen, kontinuierliche Bandbehandlungsanlagen für die Struktur- und Oberflächenveredelung von Metallbändern, Spaltanlagen, Querteilanlagen, Rohr- und Stangenziehbänke und Bandprofilwalzanlagen.
Während nach dem Kriege zunächst in erster Linie Einzelmaschinen hergestellt wurden, verlagerte sich der Unternehmensgegenstand der Eisenhütte ab Mitte der 60er Jahre zum Bau kompletter Anlagen insbesondere im Bereich Walzwerke für Edelstahl sowie Bandbeschichtungsanlagen.

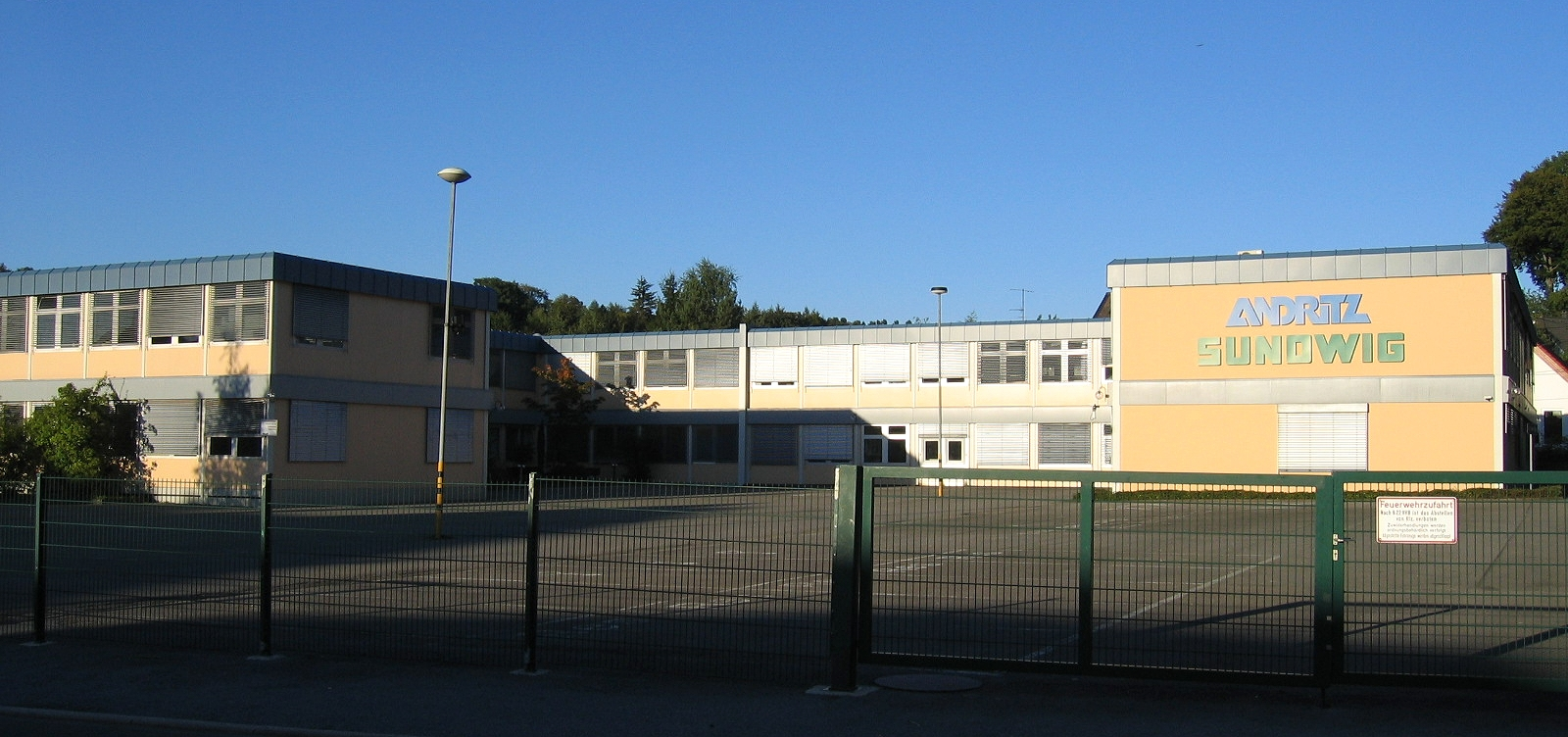
Neue Fabrikgebäude

Die österreichische Andritz AG übernahm 1998 die Mehrheit an der Gesellschaft, die Firma wurde von Sundwiger Eisenhütte Maschinenfabrik GmbH & Co. in Sundwig GmbH geändert. Seit dem 1. Januar 2011 firmiert das Unternehmen als Andritz Sundwig GmbH.